# Harold Douglas Kyrie Money
Harold Douglas Kyrie Money, britanski general, * 1896, † 1965.